# Inferno (česká hudební skupina)
Inferno je česká blackmetalová kapela z Karviné založená v roce 1996.
V roce 1996 vyšlo první demo Peklo na zemi, v roce 2001 pak pod hlavičkou vydavatelství Eclipse Productions debutové studiové album s názvem Duch slovanské síly.

## Diskografie
Dema
- Peklo na zemi (1996)
- Temná poselství dávných předků (1998)

Studiová alba
- Duch slovanské síly (2001)
- V návratu pohanství... (2003)
- Nikdy nepokřtěni (2006)
- Uctívání temné zuřivosti (2008)
- Black Devotion (2009)
- Omniabsence Filled by His Greatness (2013)
- Gnosis Kardias (Of Transcension and Involution) (2017)
- Paradeigma (Phosphenes of Aphotic Eternity) (2021)

EP
- Chrám nenávisti (2004)
- Legie nesmrtelných (2004)

Kompilační alba
- Fucking Funeral Attack 1997–2004 (2004)
- Staré bezbožné emoce (2006)
- Live Plague... from the Woods (2011)
- Fucking Funeral Attack 2006–2007 (2011)
- Peklo na zemi / Temná poselství dávných předků (2021)

Živá alba
- Live in Bitterfeld (1999)
- Live from the Woods (2002)
- Pure Serbian Hell (2004)
- Live Plague... (2008)
- Live at Total War Festival (2016)

Split nahrávky
- Metal from Hell / Chrám nenávisti (1999)
- Proti všem... (1999) – 3-way split CD společně s kapelami Maniac Butcher a Sezarbil
- Ve znamení ohně / Kingdom Under Funeral Skies (1999)
- Bitva o měsíční trůn / Spectra (2000)
- Acherontis Avari / Hrdí a silní (2003)
- Hrdí a silní / Satanic Martial Terror (2003)
- Scream of the Eastern Lands (2003)
- Sacrifice for Black Metal Magic / Flames of Torment (2006)
- Demoniac Blessing to Death / The Triumph of Black (2006)
- Triumph - Dark - Brotherhood (2007)
- Graveyard Smell / Messages Written in Blood (2007)
- Gold Tribute for Idea / Feuervogel (2007)
- Infernal Belief (2008)
- Blood Poisoned by the Glorious Evil (2008)
- United in Hell (2008)
- Throught the Shadow of Deadly Sparks (2009)
- Zos Vel Thagirion (2018)